# Diadelia obliquata
Diadelia obliquata là một loài bọ cánh cứng trong họ Cerambycidae.